# Шри Индраварман
Шри Индраварман (кхмер. ស្រីឥន្ទ្រវរ្ម័ន), в китайских источниках упоминается как Че-ли-па-мо (кит. трад. 持梨陀跋摩, пиньинь Chílítuóbámó) — правитель Фунани (до 434 — после 438), преемник Каундиньи II.

## Биография
Во время правления Шри Индравармана Фунань разорвала военный союз с Тьямпой и отказалась участвовать в её войнах с государством Ранних Сун. Возможно, это было вызвано существованием регулярных торговых связей Фунани с портами Жяоти и с Панюем (совр. Гуанчжоу). Из Фунани шли изделия из слоновой кости, золота, стекла, ювелирные, шёлк определённых сортов. Ввозился прежде всего шёлк китайского производства.